# Manabe-shima
Manabe-shima (真鍋島, Manabeshima), ou Manabe-jima, est une petite île de la mer intérieure de Seto au Japon.

## Géographie
Administrativement, elle est située dans le sud de la ville de Kasaoka (笠岡市, Kasaoka-shi), elle-même dans le sud-ouest de la préfecture d'Okayama (岡山県) à l’ouest du Japon. Elle se trouve environ à mi-chemin entre Hiroshima et Ōsaka.
L’île possède deux points culminants.

## Démographie
La population de l’île est en diminution :
- 491 habitants (1995, année 7 de l'ère Heisei - H7)
- 390 hab. (2000, H12)
- 312 hab. (2005, H17)
- 277 hab. (2010)
- 201 hab. (2015)

## Culture
Manabe est un nom de famille très courant au Japon.
L’île est connue pour sa floriculture.

### Fiction
L’île a servi de décor pour le film Les Enfants de Mac Arthur (瀬戸内少年野球団, Setouchi shonen yakyu dan, 1984), de Masahiro Shinoda avec Ken Watanabe dans un de ses premiers rôles.
Elle sert aussi de décor à la bande dessinée Manabe shima de Florent Chavouet parue en octobre 2010, dans laquelle celui-ci raconte durant deux mois sa vie sur l'île.